# Віфінсько-пергамська війна (186—183 до н.е.)
Віфінсько-пергамська війна (186—183 рр. до н. е.) — військовий конфлікт двох малоазійських царств, котрий відносять до середини 180-х років до н. е.

## Передумови конфлікту
Перші кілька десятків років існування Пергамського царства його територія обмежувалась невеликою місійською областю навколо міста Пергам. Біля 230 р. до н. е. брат сирійського царя Антіох Гіеракс, котрий створив собі окреме царство із селевкідських володінь у Малій Азії, переніс центр своєї активності до розташованого північніше від Пергаму регіону Пропонтиди, узявиши під контроль Троаду та Геллеспонтську Фригію. Це призвело до його конфлікту з пергамським царем Атталом, в якому останній отримав впевнену перемогу та за кілька років захопив усі володіння Гіеракса. Хоча невдовзі ще один Селевкід Ахей витиснув пергамців із більшої частини захоплених земель, проте він не зміг відновити вплив у регіоні Пропонтиди. Зокрема, коли Ахей у 218 р. до н. е. був зайнятий кампанією проти коаліції пісідійських міст, Аттал відібрав у нього контроль над рядом областей Місії.

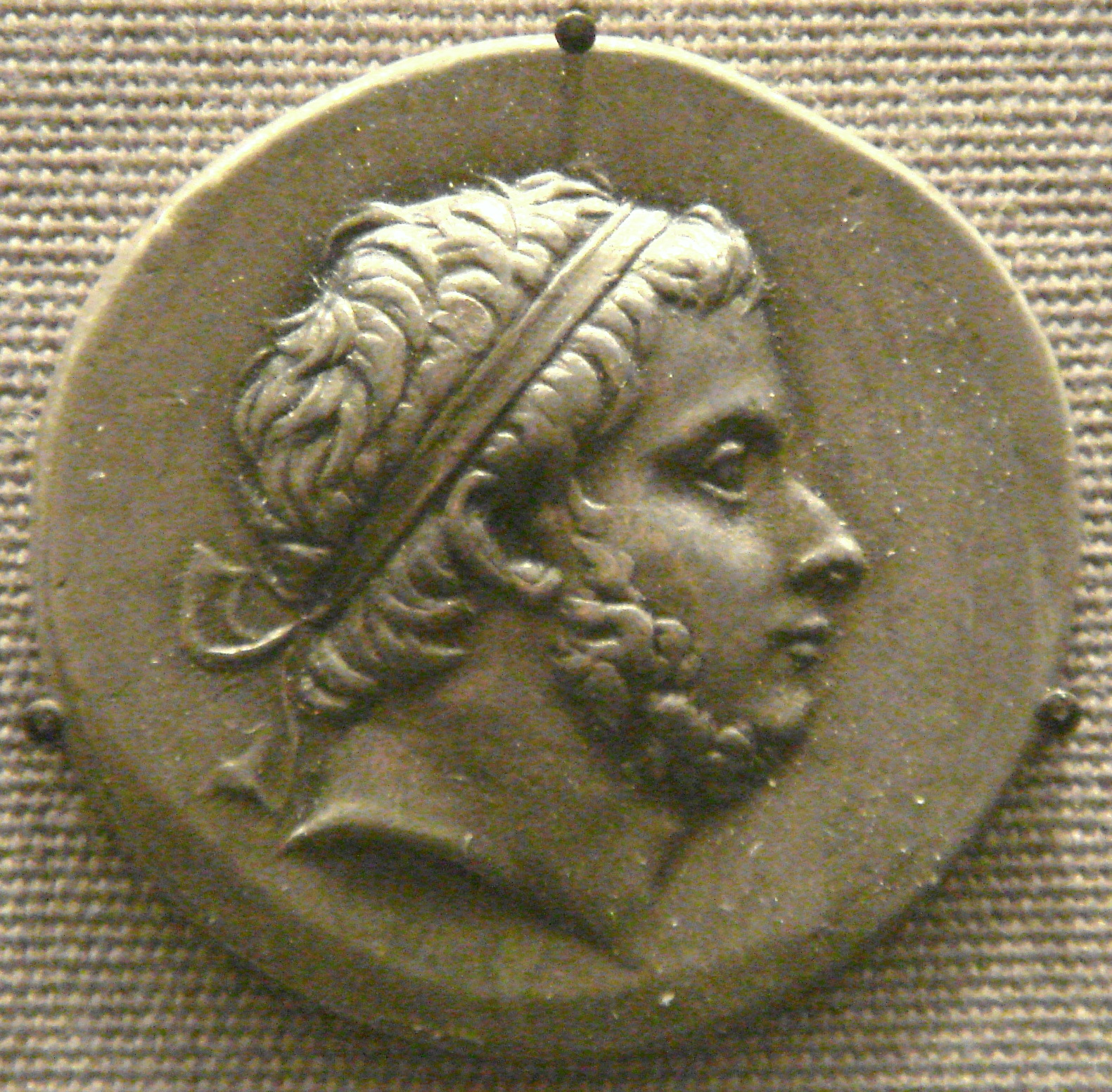
Монета Прусія І

З іншої сторони, на південне узбережжя Пропонтиди звернув свою увагу цар Віфінії Прусій I. На початку 220-х років до н. е. він вступив у конфлікт із візантійцями, однією з причин якого були гарні відносини останніх із Пергамом. Хоча по завершенню бойових дій Прусій повернув Візантію захоплені місійські володіння, проте продовжував брати активну участь у подіях в регіоні. Зокрема, коли після зазначеного вище походу 218-го року Аттал полишив біля Геллеспонту найнятих ним галатів-егосагів, останні отаборились біля Абідосу та узялись розорювати довколишні місцевості. Прусій виступив у цей доволі віддалений від його царства район та перебив галатських чоловіків у битві, а більшість жінок та дітей — у таборі.
Надалі недружні відносини пергамців та віфінців вилились в участь останніх у Першій Македонській війні на стороні Македонії. В 208 р. до н. е. саме вторгнення Прусія у володіння пергамського царя змусили Аттала полишити Балкани (де він діяв проти македонців разом із римлянами та етолійцями) і повернутись до Азії. Перша Македонська завершилась миром 205 р. до н. е., проте Прусій продовжував тиск на регіон Пропонтиди. У 202 р. до н. е. союзний йому македонський володар Філіпп V узяв розташоване на її східному узбережжі місто Кіос (Кій, тепер Гемлик). Всіх кіосців продали у рабство, а саме місто отримав віфінський цар, котрий перейменував його у Прусіаду. Тоді ж під контроль Прусія перейшла Мірлея (наразі Мудан'я на північний захід від Бурси), яку перетворили на віфінське місто Апамея.
Від участі у двох наступних великих війнах — Другій Македонській та Римо-селевкідській — віфінський цар розсудливо утримався, що дозволило йому не вступати у конфлікт з Римом, котрий розгромив Македонію та державу Селевкідів. Втім, у 188 р. до н.е. римляни зобов'язали Прусія передати підвладні йому області Місії Пергамському царству (тоді ж останнє отимало володіння сирійських царів у Малій Азії та перетворилось на потужну державу). В таких умовах невдовзі дійшло до чергового зіткнення Віфінії та пергамців.

## Війна 180-х років до н.е.

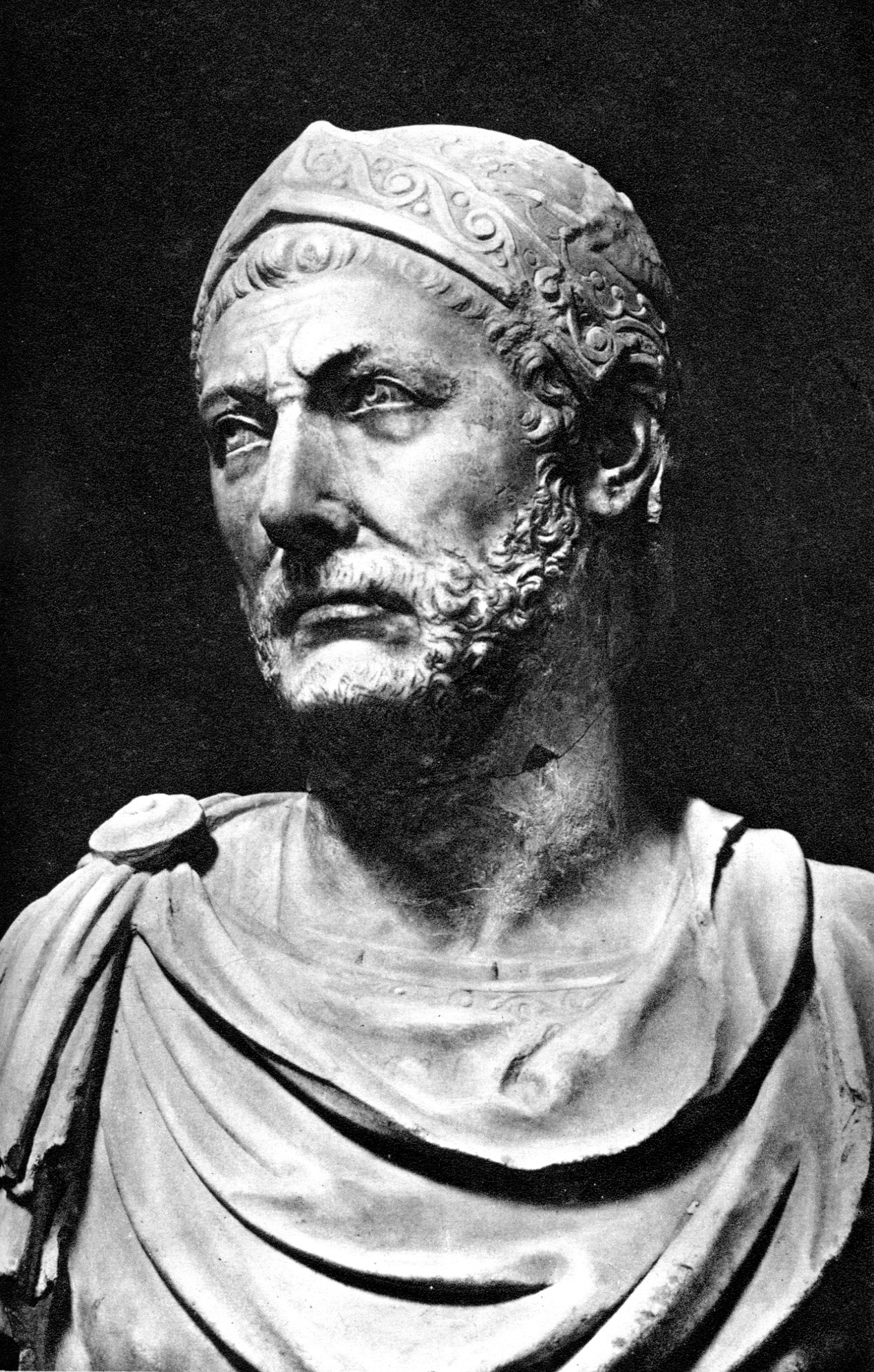
Ганнібал

Точне датування війни невідоме. Втім, наявність на службі у Прусія Ганнібала дозволяє відносити конфлікт на період після 188 р. до н. е., коли попередній покровитель карфагенянина Антіох III уклав з Римом Апамейський мирний договір. З урахуванням цього, а також окремих інших відомостей, віфінсько-пергамську війну зазвичай датують 186—183 рр. до н. е. При цьому віфінці мали за союзників галатів, а також отримали від Філіппа V допоміжне військо (хоча ступінь участі останнього в конфлікті не дозволяла розглядати його як воюючу сторону).
Що стосується власне бойових дій, то, за твердженням Корнелія Непота, пергамський цар Евмен II завдяки підтримці римлян мав успіх на суші та на морі. Тоді Ганнібал перед черговою морською битвою вирішив зосередитись на знищенні пергамського володаря. Коли флоти вишикувались до бою, пунієць вислав гінця з листом для царя. Пергамці сприйняли це як бажання почати мирні переговори та проводили посла до царя, чим викрили судно, на якому перебував Евмен. Насправді ж у листі містились лише образи, а віфінці почали битву, маючи за мету атакувати передусім місце перебування Евмена. Останній врятувався лише завдяки тому, що зміг утекти та укритись у одній зі своїх укріплених гаваней. Що стосується інших кораблів пергамського флоту, вони брали гору, допоки не стрілись зі ще однією хитрістю Ганнібала — віфінці почали закидати ворожі судна глеками, заповненими отруйними зміями, що підірвало здатність пергамців битись та призвело до їх відходу. Надалі, за твердженням Непота, Ганнібал завдяки своїм хитрощам отримав кілька перемог на суходолі.  
Фронтін пише про вдалу для пергамців наземну битву, після чого оповідає ту саму історію про змій.

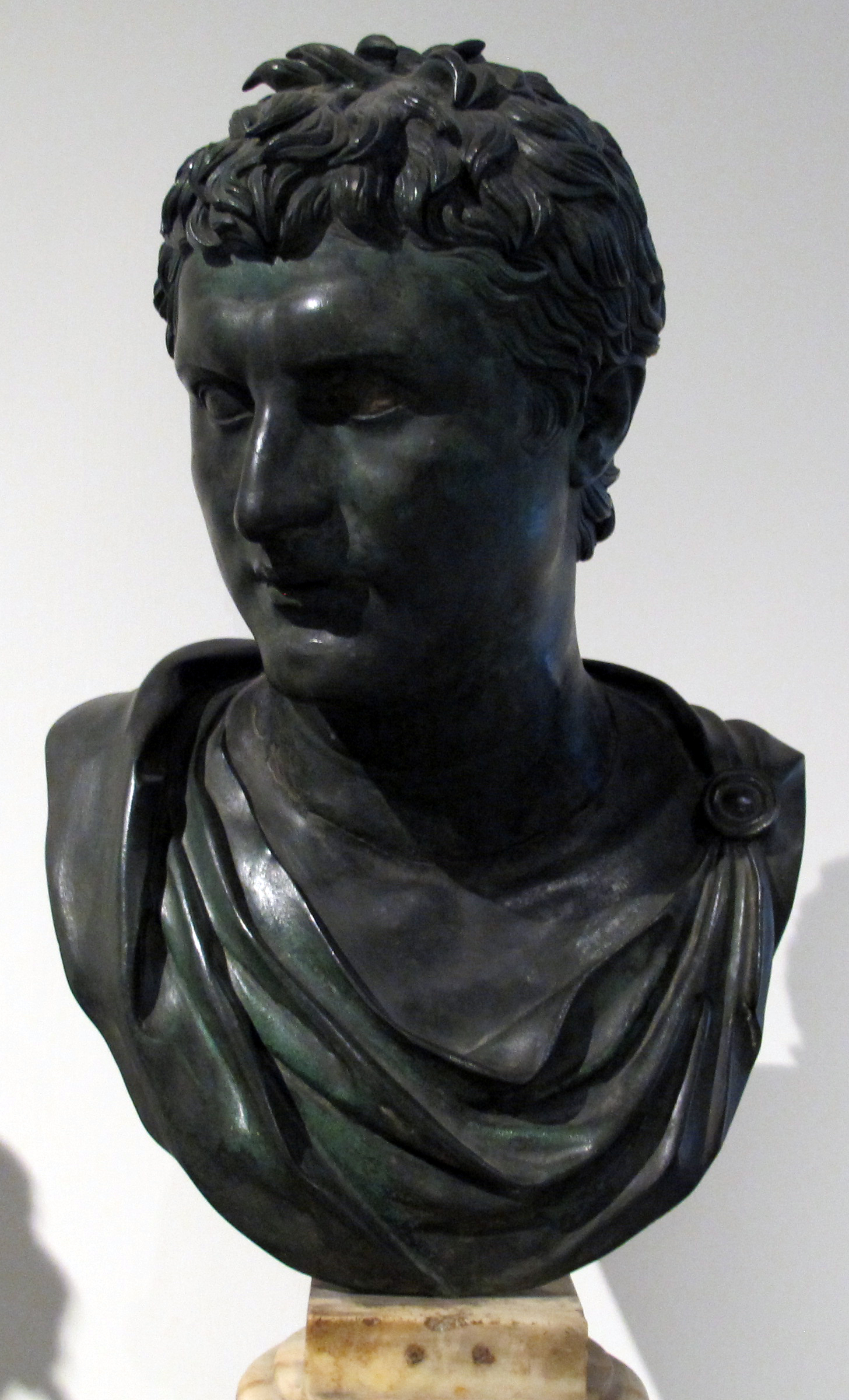
Евмен ІІ

З епіграфічних джерел відомий напис, котрий оповідає про велику перемогу пергамського царя над Прусієм та галатами. Так само, як його попередник Аттал, Евмен за наслідками цієї битви із варварами (саме так сприймались пергамцями почасти еллінізовані віфінці, не кажучи вже про галатів) прийняв титул Сотер («рятівник»).
Також до подій віфінсько-пергамської війни можуть відноситись дії Прусія проти Гераклеї Понтійської. Остання вже втратила свою могутність сторічної давнини, проте все ще була одним із найважливіших грецьких полісів Понту. Віфінський цар захопив два залежні від гераклейців міста Cierus і Тій, охопивши, таким чином, територію гераклейців з обох сторін. Далі почалась облога головного міста, під час якої загинуло багато захисників, а Гераклея опинилась на межі падіння. Проте, піднімаючись драбиною, Прусій був вражений кинутим каменем, котрий зламав йому ногу. Віфінці не без складнощів змогли евакуювати свого царя та повернулись додому (саме після цього Прусій отримав прізвисько «Кульгавий»). В той же час варто відзначити, що у записках патріарха Фотія, котрий викладає короткий зміст твору античного історика Гераклеї Понтійської Мемнона, пов'язаний з нею епізод стоїть перед згадкою про напад галатів, який відбувся до появи римлян у Азії (тобто десь у 190-х роках до н. е.).

## Завершення війни
Ймовірно, під впливом римлян (котрі вже стали гегемоном Середземномор'я), сторони припинили бойові дії. Союзні Риму пергамці розширили свою державу за рахунок раніше підконтрольної віфінцям Малої Фригії — області, котра охоплювала долину річки Тембріс (наразі Порсук), найбільшої лівої притоки Сакар'ї (тут, зокрема, лежали міста Котіей та Дорілей — сучасні Кютаг'я та Ескішехір). У Пергамському царстві область перейменували у Фригію Епіктет («Надбана»).
Що стосується римлян, то вони змогли досягти своєї омріяної мети — знищити Ганнібала. Прусій погодився його видати, прикривши своє порушення гостинності відмовою задіяти власних воїнів для захоплення пунійця. Втім, діючи з дозволу віфінського володаря, римський загін оточив будинок карфагенського полководця, котрий у цих умовах прийняв отруту. Корнелій Непот зазначає, що існує одразу три версії щодо дати цієї події — на наше літочислення 183, 182 або 181 р. до н. е.